# Iwan Wiśniowiecki
Iwan Michajłowicz Wiśniowiecki herbu Korybut (ok. 1490 – ok. 1542) – książę (kniaź), dworzanin królewski, dzierżawca ejszyski, worniański, kaniowski, czeczerski, czerkaski i propojski.

## Biografia
Syn księcia Michaiła Wasilewicza Zbaraskiego Wiśniowieckiego z pierwszego małżeństwa z księżniczką Połubińską.
W 1512 r. książę Iwan Michajłowicz wraz ze swoim ojcem wziął udział w pokonaniu Tatarów krymskich w bitwie pod Wiśniowcem.
Był właścicielem zamku Wiśniowiec na Wołyniu. Wyznawał prawosławie. Po śmierci hetmana wielkiego litewskiego, księcia Konstantego Ostrogskiego stał się jednym z organizatorów obrony Wołynia przed najazdami Tatarów krymskich. W latach 1534, 1538 i 1540 trzykrotnie ogłaszał mobilizację wołyńskiej szlachty.
W 1522 r. kniaź Iwan Wiśniowiecki otrzymał od wielkiego księcia pół mili kwadratowej puszczy nad rzeką Sejną w leśnictwie perełomskim, co zapoczątkowało powstanie Sejn. Według legendy książę był również fundatorem cerkwi w Narwi.
W 1533 r. Iwan Wiśniowiecki otrzymał starostwo ejszyskie i worniańskie. W 1534 roku, po rozpoczęciu kolejnej wojny litewsko-moskiewskiej, poprowadził kampanię na Smoleńsk, ale nie zajął miasta, ograniczając się do zniszczenia okolicznych okolicznych ziem.
W 1536 roku przejął starostwo propojskie i czeczerskie. W 1541 r. jego majątek powiększył się o starostwo kaniowskie i czerkaskie.
Został pochowany w 1543 r. w ławrze Peczerskiej.

## Rodzina i dzieci
Iwan Michajłowicz Wiśniowiecki był dwukrotnie żonaty. Jego pierwszą żoną była Anastazja Olizarowiczówna, córka Hanny z domu Zasławskieji Semena Olizarowicza, primo voto Sanguszkowa (pierwsza żona Janusza vel Iwana Sanguszki, zmarłego około 1516 r., syna Michała). Po jej śmierci (ok. 1536) Wiśniowiecki ożenił się po raz drugi z Marią Magdaleną Despotówną Branković, córką Jovana, tytularnego despoty serbskiego, secundo voto Czartoryska (żona Aleksandra Fedorowicza). Stał się protoplastą książęcej linii Wiśniowieckich – książąt na Wiśniowcu (i Zbarażu) – wymarłej w linii męskiej w osobie Michała Serwacego (1680–1744).
Dzieci z pierwszego małżeństwa:
- Katarzyna (zm. ok. 1580); żona Hrehorego Chodkiewicza, kasztelana wileńskiego i hetmana wielkiego litewskiego
- Dymitr „Bajda” (zm. 1563)
- Andrzej (zm. 1584)
- Konstanty (zm. 1574)

Z drugiego:
- Michaił (Zygmunt) (zm. 1552)
- Aleksandra; żona Iwana Szymkowicza(inne języki), marszałka hospodarskiego i starosty tykocińskiego[12], a następnie Mikołaja Radziwiłła.